# 4 Batalion Zaopatrzenia
4 Krośnieński Batalion Zaopatrzenia (4 bzaop) – samodzielny pododdział logistyczny Wojska Polskiego.

## Historia batalionu
Batalion został sformowany 1 kwietnia 1967, w garnizonie Krosno Odrzańskie, w składzie 4 Pomorskiej Dywizji Zmechanizowanej. Jednostka została utworzona na podstawie zarządzenia Nr 0141/Org. szefa Sztabu Śląskiego Okręgu Wojskowego z dnia 30 września 1966. Batalion powstał na bazie 69 kompanii samochodowo-transportowej i 17 Dywizyjnego Punktu Zaopatrywania.
Z dniem 1 września 1994 batalion przejął dziedzictwo tradycji:

służb zaopatrzenia 4 Dywizji Piechoty im. Jana Kilińskiego (1944-1945):
- 4 kompanii samochodowo–transportowej,
- 4 piekarni polowej,

Oddziałów Zaopatrywania 4 Dywizji Piechoty (1945-1947)
- 20 dywizyjnej kompanii zaopatrzenia,
- 7 kompanii zaopatrywania,
- 8 kompanii zaopatrywania,
- 12 kompanii zaopatrywania,

a dzień 1 kwietnia został ustanowiony dorocznym Świętem jednostki.
W 2001 batalion został włączony w skład 11 Lubuskiej Dywizji Kawalerii Pancernej.
28 lutego 2005 Minister Obrony Narodowej „dla podkreślenia więzi łączących żołnierzy 4 Batalionu Zaopatrzenia ze społeczeństwem Krosna Odrzańskiego” nadał jednostce nazwę wyróżniającą „Krośnieński”.
14 maja 2005 w Krośnie Odrzańskim Wojciech Lutelmowski w imieniu Prezydenta RP wręczył sztandar dowódcy batalionu, podpułkownikowi Zenonowi Sylwantowi.
28 czerwca 2011 w Żaganiu dowódca 11 DKPanc, gen. dyw. Mirosław Różański przekazał, a komendant 4 Regionalnej Bazy Logistycznej we Wrocławiu, płk Marian Sękowski przyjął w podporządkowanie 4 bzaop.
23 maja 2012 odbył się uroczysty apel z okazji 45 rocznicy powstania 4 bzaop oraz ceremonia pożegnania sztandaru.
31 grudnia 2012 jednostka została rozformowania.
Na bazie batalionu została sformowana 24 kompania transportowa. 30 października 2012 kompania została włączona w skład 2 batalionu logistycznego 10 Opolskiej Brygady Logistycznej w Opolu. Organizatorem i pierwszym dowódcą 24 ktr został kapitan Grzegorz Wasilewski, dotychczasowy dowódca 1 kompanii transportowej 4 bzaop. Przeznaczeniem pododdziału jest transport materiałów pędnych i smarów.
14 marca 2013 sekretarz stanu Czesław Mroczek działając z upoważnienia ministra obrony narodowej nadał 24 kompanii transportowej nazwę wyróżniającą „Krośnieńska” oraz polecił przejąć i z honorem kultywować dziedzictwo tradycji: służb zaopatrzenia 4 Dywizji Piechoty im. Jana Kilińskiego (1944-1945), oddziałów zaopatrywania 4 Dywizji Piechoty (1945-1947) i 4 Batalionu Zaopatrzenia (1966-2012).

## Struktura organizacyjna

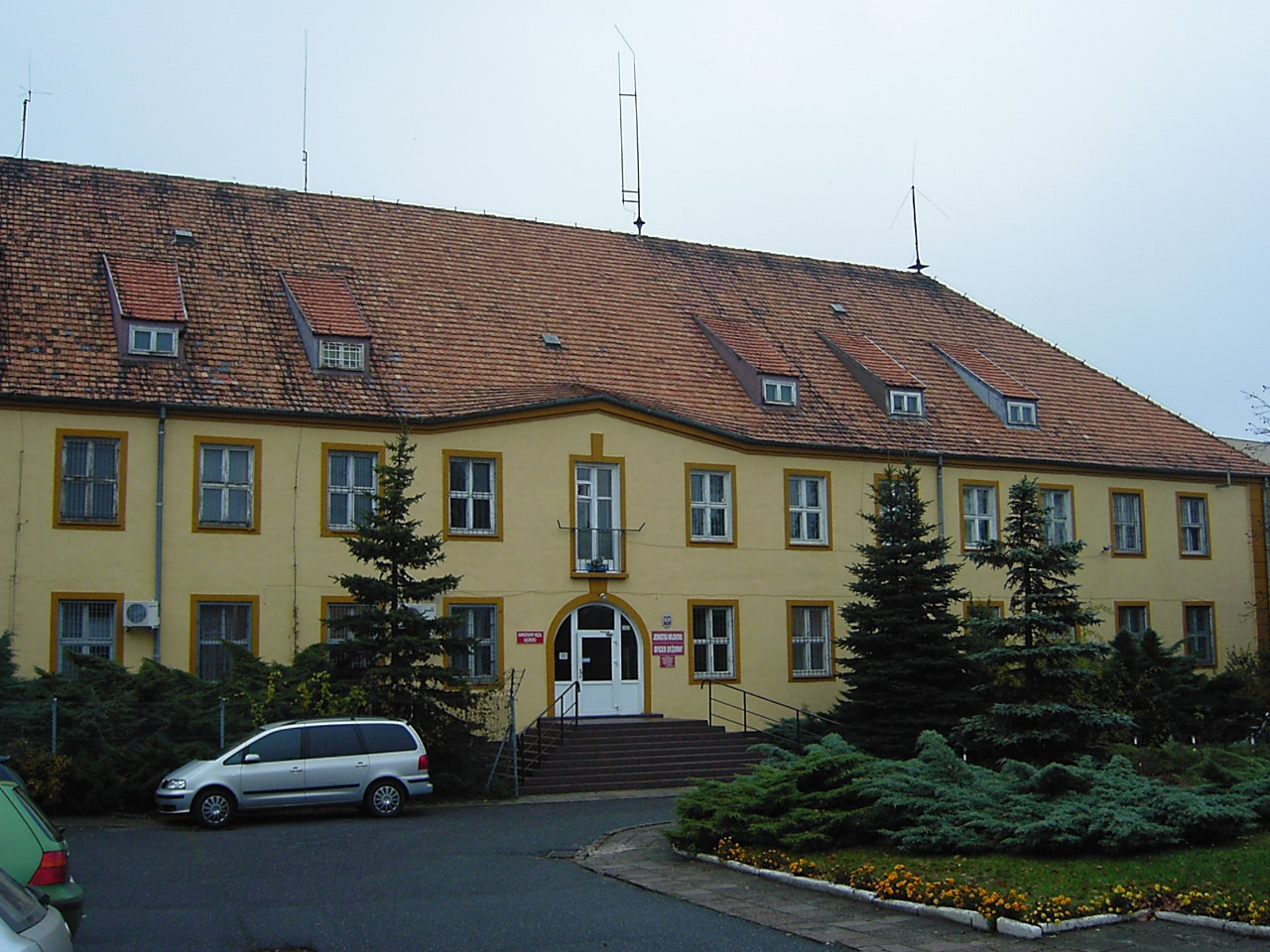
Tu stacjonuje 4 bzaop

Dowództwo i sztab
- kompania transportowa mps
- kompania logistyczna

## Symbole batalionu
Odznaka pamiątkowa

Odznakę stanowi ją krzyż maltański emaliowany na wiśniowo z zielonymi paskami środkowymi na ramionach. Krzyż nałożony jest na czworoboczną promienistą tarczę z białego metalu. Pośrodku krzyża umieszczona jest odznaka pamiątkowa oddziałów zaopatrzenia 1 Dywizji Pancernej gen. Stanisława Maczka w kolorze szarym. Odznaka przedstawia samochód ciężarowy na ażurowym skrzydle husarskim. Na masce samochodu znajdują się litery "OZ" nałożone na siebie w kolorze złotym. Na górnym ramieniu krzyża jest liczba "4" będąca numerem batalionu, natomiast na dolnym – biała szarfa z napisem "BATALION ZAOPATRZENIA". Napisy emaliowane są na czarno z obwódką z białego metalu. Pierwsze odznaki wręczono 14 maja 2005.
Oznaka rozpoznawcza

Oznakę stanowi pięciobok z materiału koloru wiśniowego z zielonym paskiem po przekątnej z górnego prawego rogu do dowolnego lewego rogu. W górnym lewym rogu znajduje się liczba "4" w kolorze czarnym, natomiast w dolnym prawym rogu umieszczona jest oznaka pamiątkowa oddziałów zaopatrzenia 1 Dywizji Pancernej gen. Stanisława Maczka w kolorze szarym. Oznaka przedstawia samochód ciężarowy umieszczony na ażurowym skrzydle husarskim, na masce ma litery "OZ" nałożone na siebie w kolorze złotym.
W wersji polowej elementy w kolorze wiśniowym są zastąpione kolorem zielonym, oznaka pamiątkowa oddziałów zaopatrzenia 1 Dywizji Pancernej cała w kolorze szarym, natomiast cyfra w kolorze ciemnozielonym. Wymiary: 50 x 70 mm.
Proporczyk na beret

Proporczyk o wymiarach 15 x 45 mm wykonany jest z metalu w kształcie równoległoboku z wycięciem do skrzyżowania przekątnych. Pokryty jest emalią w kolorze wiśniowym i zielonym. Wzorowany jest na proporczyku pododdziałów zaopatrzenia 1 Dywizji Pancernej.